# Bouxières-sous-Froidmont
Pour les articles homonymes, voir Bouxières.
Bouxières-sous-Froidmont est une commune française située dans le département de Meurthe-et-Moselle, en région Grand Est.

## Géographie
Cette commune fut un village-frontière avec l'Allemagne entre 1871 et 1918.
|                     | Lorry-Mardigny (Moselle) |                    |
| Champey-sur-Moselle | Bouxières-sous-Froidmont | Cheminot (Moselle) |
| Pont-à-Mousson      | Lesménils                |                    |

### Hydrographie
La commune est dans le bassin versant du Rhin au sein du bassin Rhin-Meuse. Elle est drainée par le ruisseau de la Corvee,.

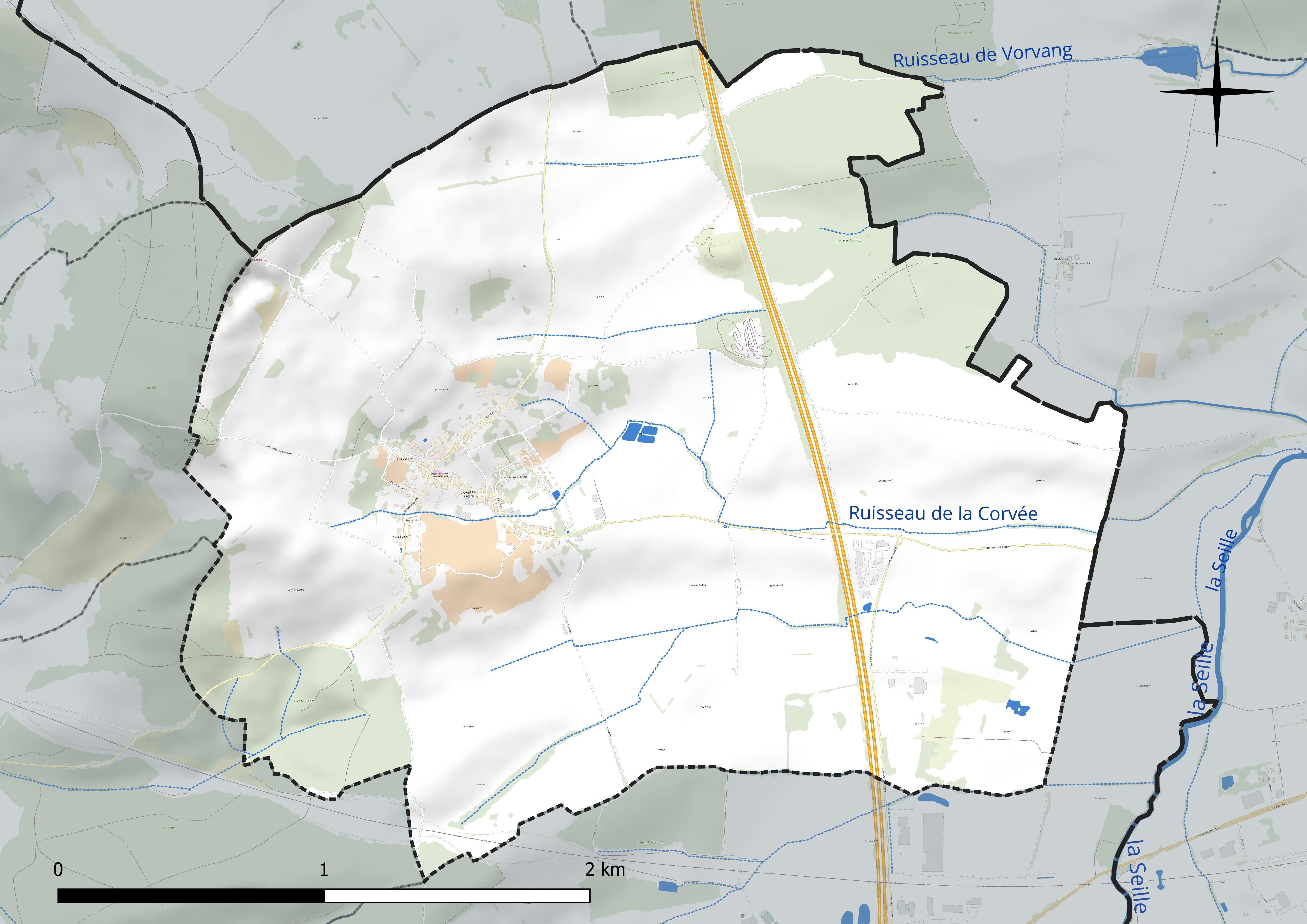
Réseau hydrographique de Bouxières-sous-Froidmont.

### Climat
Pour des articles plus généraux, voir Climat du Grand Est et Climat de Meurthe-et-Moselle.
En 2010, le climat de la commune est de type climat des marges montargnardes, selon une étude du Centre national de la recherche scientifique s'appuyant sur une série de données couvrant la période 1971-2000. En 2020, Météo-France publie une typologie des climats de la France métropolitaine dans laquelle la commune est exposée à un climat semi-continental et est dans la région climatique  Lorraine, plateau de Langres, Morvan, caractérisée par un hiver rude (1,5 °C), des vents modérés et des brouillards fréquents en automne et hiver. 
Pour la période 1971-2000, la température annuelle moyenne est de 9,5 °C, avec une amplitude thermique annuelle de 16,7 °C. Le cumul annuel moyen de précipitations est de 821 mm, avec 12,3 jours de précipitations en janvier et 9,5 jours en juillet. Pour la période 1991-2020, la température moyenne annuelle observée sur la station météorologique de Météo-France la plus proche, « Doncourt-lès-Conflans », sur la commune de Doncourt-lès-Conflans à 24 km à vol d'oiseau, est de 10,7 °C et le cumul annuel moyen de précipitations est de 710,3 mm. 
La température maximale relevée sur cette station est de 40,9 °C, atteinte le 25 juillet 2019 ; la température minimale est de −16,5 °C, atteinte le 26 décembre 2010,,. 
Les paramètres climatiques de la commune ont été estimés pour le milieu du siècle (2041-2070) selon différents scénarios d'émission de gaz à effet de serre à partir des nouvelles projections climatiques de référence DRIAS-2020. Ils sont consultables sur un site dédié publié par Météo-France en novembre 2022.

## Urbanisme

### Typologie
Au 1er janvier 2024, Bouxières-sous-Froidmont est catégorisée commune rurale à habitat dispersé, selon la nouvelle grille communale de densité à sept niveaux définie par l'Insee en 2022.
Elle est située hors unité urbaine. Par ailleurs la commune fait partie de l'aire d'attraction de Metz, dont elle est une commune de la couronne,. Cette aire, qui regroupe 245 communes, est catégorisée dans les aires de 200 000 à moins de 700 000 habitants,.

### Occupation des sols
L'occupation des sols de la commune, telle qu'elle ressort de la base de données européenne d’occupation biophysique des sols Corine Land Cover (CLC), est marquée par l'importance des territoires agricoles (80,5 % en 2018), en augmentation par rapport à 1990 (78 %). La répartition détaillée en 2018 est la suivante : 
terres arables (46,1 %), prairies (24,2 %), forêts (19,5 %), zones agricoles hétérogènes (10,2 %). L'évolution de l’occupation des sols de la commune et de ses infrastructures peut être observée sur les différentes représentations cartographiques du territoire : la carte de Cassini (XVIIIe siècle), la carte d'état-major (1820-1866) et les cartes ou photos aériennes de l'IGN pour la période actuelle (1950 à aujourd'hui).

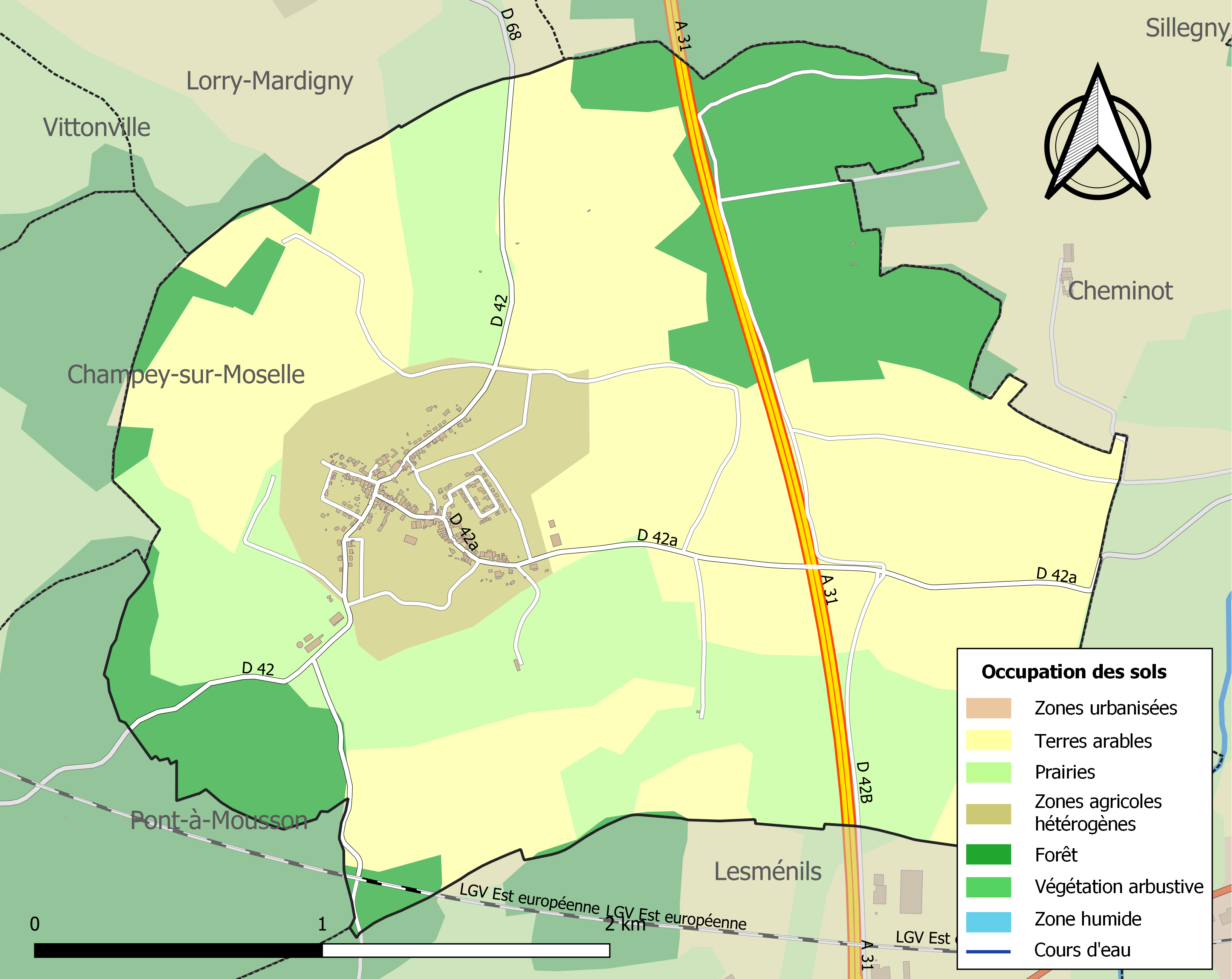
Carte des infrastructures et de l'occupation des sols de la commune en 2018 (CLC).

## Toponymie
Le nom de la localité est attesté sous les formes Bucsariæ in pago Scarponinse (745) ; Villa de Vacariis in ducatu Moslinge, in comitatu Metensi (783) ; Buxeriæ super fluvium Salliam (1049) ; Vacheriæ (1180) ; Boisseres (1238) ; Bouxeire (xve siècle) ; Buixières-soubz-Froymont (1441) ; Buxière (1469) ; Bouxières-soubz-Fromont (1498) ; Bouxier.

Le nom de Bouxières est issu du bas latin buxaria (de buxus « buis »), avec le suffixe -aria. Il désignait donc un lieu planté de buis.
Bouxières est sous la Butte du Froidmont qui constitue un promontoire exceptionnel d’où les vues couvrent une vaste zone allant de la vallée de la Moselle à la plaine du Saulnois, un lieu de bataille mémorable entre la France et l’Allemagne en février 1915, elle était occupée par l’armée allemande durant la Grande Guerre.

## Histoire
Le soldat Fortuné Émile Pouget, est mort le 4 août 1914 à l'âge de 21 ans d'une balle dans le crâne. Si on considère  généralement que le  caporal Jules-André Peugeot, décédé le 2, est le premier mort militaire français de la Grande Guerre,  Émile Pouget est le premier soldat français à trouver la mort après la déclaration de guerre officielle de l'Allemagne à la France
Il a été enterré le 5 dans le  cimetière de Pont-à-Mousson, sa sépulture se trouve toujours au carré du Souvenir Français de ce cimetière. On trouve à Bouxières une croix marquant l'événement, elle est visible en accédant à la colline du Froidmont.

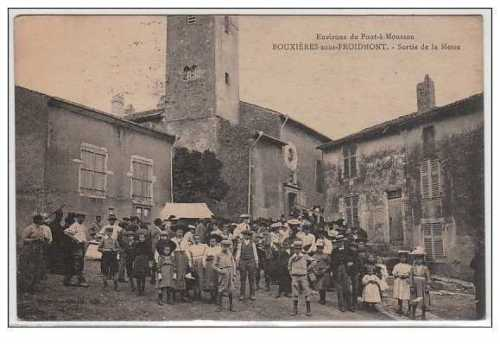
Bouxières en 1912.

## Politique et administration
| Période                                  | Période                   | Identité                                     | Étiquette | Qualité                       |
| ---------------------------------------- | ------------------------- | -------------------------------------------- | --------- | ----------------------------- |
| Les données manquantes sont à compléter. |                           |                                              |           |                               |
| mars 2001                                | 2014                      | Denis Jacquel                                |           |                               |
| mars 2014                                | En cours (au 25 mai 2020) | Robert Petit, Réélu pour le mandat 2020-2026 |           | Ancien agriculteur exploitant |

## Population et société

### Démographie
L'évolution du nombre d'habitants est connue à travers les recensements de la population effectués dans la commune depuis 1793. Pour les communes de moins de 10 000 habitants, une enquête de recensement portant sur toute la population est réalisée tous les cinq ans, les populations de référence des années intermédiaires étant quant à elles estimées par interpolation ou extrapolation. Pour la commune, le premier recensement exhaustif entrant dans le cadre du nouveau dispositif a été réalisé en 2007.

En 2022, la commune comptait 420 habitants, en évolution de +20 % par rapport à 2016 (Meurthe-et-Moselle : −0,13 %, France hors Mayotte : +2,11 %).
| 1793 | 1800 | 1806 | 1821 | 1831 | 1836 | 1841 | 1846 | 1851 |
| ---- | ---- | ---- | ---- | ---- | ---- | ---- | ---- | ---- |
| 536  | 568  | 685  | 605  | 655  | 713  | 713  | 732  | 686  |

| 1856 | 1861 | 1872 | 1876 | 1881 | 1886 | 1891 | 1896 | 1901 |
| ---- | ---- | ---- | ---- | ---- | ---- | ---- | ---- | ---- |
| 602  | 610  | 611  | 593  | 577  | 507  | 493  | 462  | 437  |

| 1906 | 1911 | 1921 | 1926 | 1931 | 1936 | 1946 | 1954 | 1962 |
| ---- | ---- | ---- | ---- | ---- | ---- | ---- | ---- | ---- |
| 415  | 372  | 291  | 221  | 205  | 186  | 175  | 193  | 187  |

| 1968 | 1975 | 1982 | 1990 | 1999 | 2006 | 2007 | 2012 | 2017 |
| ---- | ---- | ---- | ---- | ---- | ---- | ---- | ---- | ---- |
| 198  | 187  | 200  | 239  | 266  | 263  | 262  | 301  | 369  |

| 2022 | - | - | - | - | - | - | - | - |
| ---- | - | - | - | - | - | - | - | - |
| 420  | - | - | - | - | - | - | - | - |

## Culture locale et patrimoine

### Lieux et monuments

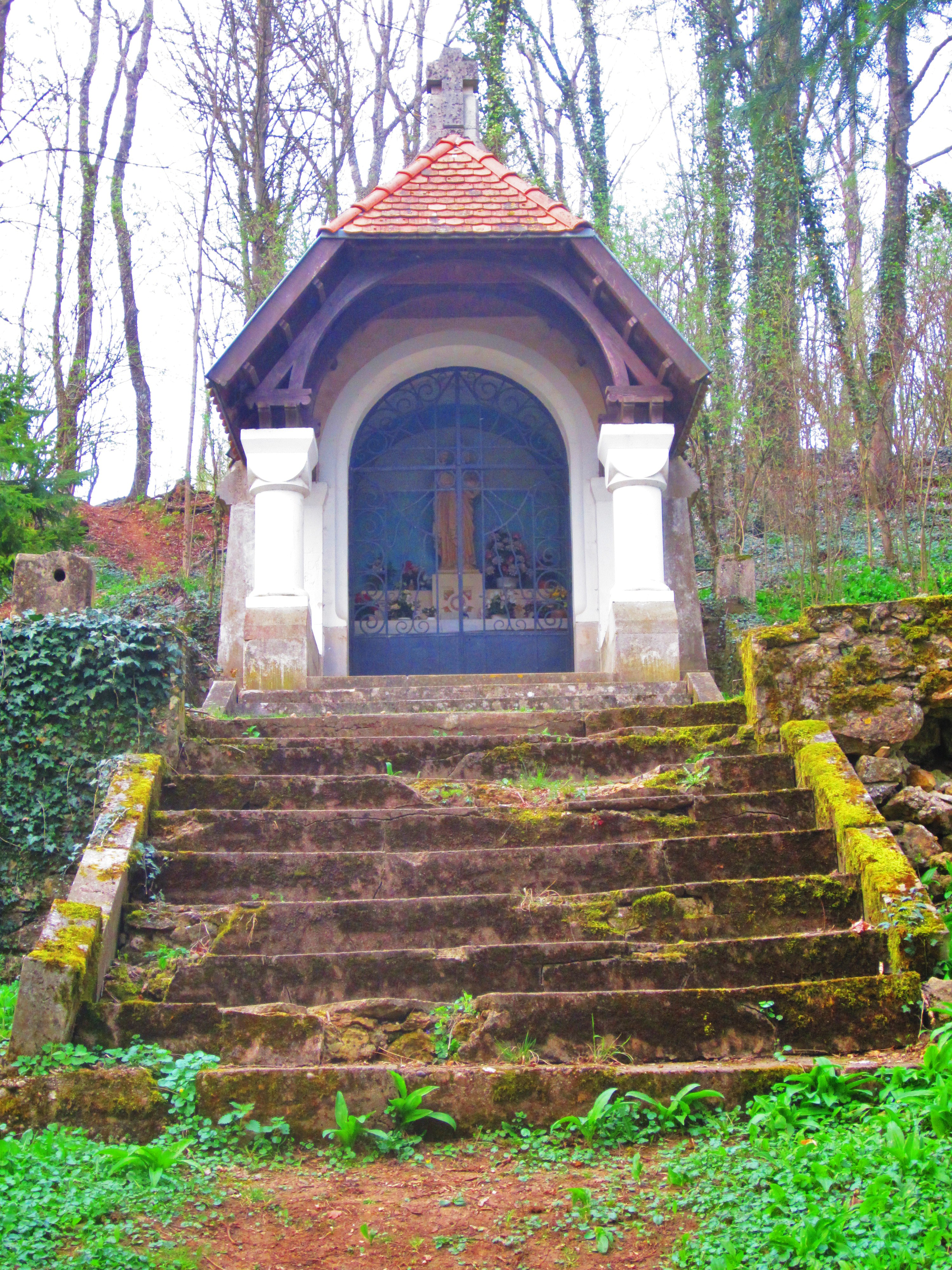
Chapelle de pèlerinage Notre-Dame-du-Froidmont.

- Vestiges de la voie romaine de Lyon à Trèves dite "Chemin Ferré".
- Église de la Nativité-de-la-Vierge, restaurée après 1914-1918.
- Chapelle de pèlerinage Notre-Dame-du-Froidmont XIXe siècle.

### Héraldique, logotype et devise
| Blason de Bouxières-sous-Froidmont | Blason  | D'argent au rameau de buis de sinople mis en pointe ; chapé d'azur. |
| Blason de Bouxières-sous-Froidmont | Détails | Le statut officiel du blason reste à déterminer.                    |